# 추정량
통계학에서 추정량(推定量, 영어: estimator)은 표집값들로부터 모수의 값을 추정하는 방법이다.

## 정의
확률변수 {\displaystyle X\colon P\to {\mathcal {X}}}가 모수 {\displaystyle \theta \in \Theta }를 가지는 분포를 따른다고 하자. 그렇다면 모수 {\displaystyle \theta }의 추정량 {\displaystyle {\hat {\theta }}\colon {\mathcal {X}}\to \Theta }은 임의의 가측 함수이다.
모수 공간 {\displaystyle \Theta }와 표본 공간 {\displaystyle {\mathcal {X}}} 둘 다 유클리드 공간의 부분공간으로 간주하자.

### 오차와 편향
표본 {\displaystyle x\in {\mathcal {X}}}에 대한, 모수 {\displaystyle \theta }의 추정량 {\displaystyle {\hat {\theta }}}의 오차(영어: error)는 다음과 같다.
{\displaystyle {\mathcal {E}}_{\hat {\theta }}(x)={\hat {\theta }}(x)-\theta }
모수 {\displaystyle \theta }의 추정량 {\displaystyle {\hat {\theta }}}의 편향(영어: bias)은 그 오차의 기댓값이다.
{\displaystyle B({\hat {\theta }})=\operatorname {E} ({\hat {\theta }}(X)-\theta )}
모수 {\displaystyle \theta }의 불편추정량(영어: unbiased estimator) {\displaystyle {\hat {\theta }}}은 편향이 0인 추정량이다. 즉, 다음 성질을 만족시키는 추정량이다.
{\displaystyle \operatorname {E} ({\hat {\theta }}(X))=\theta }
추정량 {\displaystyle {\hat {\theta }}}의 누적평균제곱오차(영어: mean squared error)는 오차의 제곱들의 기댓값이다.
{\displaystyle \operatorname {MSE} ({\hat {\theta }})=\operatorname {E} [({\widehat {\theta }}(X)-\theta )^{2}]}

### 분산과 효율
표본 {\displaystyle x\in {\mathcal {X}}}에 대한, 모수 {\displaystyle \theta }의 추정량 {\displaystyle {\hat {\theta }}}의 표본편차(영어: sampling deviation)는 다음과 같다.
{\displaystyle d(x)={\hat {\theta }}(x)-\operatorname {E} ({\hat {\theta }}(X))={\hat {\theta }}(x)-\operatorname {E} ({\hat {\theta }})}
모수 {\displaystyle \theta }의 추정량 {\displaystyle {\hat {\theta }}}의 분산(영어: variance)은 표본편차의 제곱의 기댓값이다.
{\displaystyle \operatorname {var} ({\hat {\theta }})=\operatorname {E} ({\hat {\theta }}(X)^{2})-\operatorname {E} ({\hat {\theta }}(X))^{2}}
모수 {\displaystyle \theta }의 추정량 {\displaystyle {\hat {\theta }}}의 효율(영어: efficiency)은 다음과 같다.
{\displaystyle e({\hat {\theta }})={\frac {1}{{\mathcal {I}}_{X}(\theta )\operatorname {var} ({\hat {\theta }})}}}
여기서 {\displaystyle {\mathcal {I}}_{X}(\theta )}는 피셔 정보이다. 크라메르-라오 하한에 따라, 추정량의 효율은 항상 1 이하이다.
{\displaystyle e({\hat {\theta }})\leq 1}
효율이 1인 추정량을 최대효율추정량(영어: most efficient estimator)이라고 한다.

### 일치성과 점근적 정규성
모수 {\displaystyle \theta }의 약한 일치추정량(영어: weakly consistent estimator)은 다음 성질을 만족시키는 추정량들의 열 {\displaystyle \{{\hat {\theta }}_{n}\}}이다. 모든 {\displaystyle \epsilon >0}에 대하여,
{\displaystyle \lim _{n\to \infty }\Pr(|{\hat {\theta }}_{n}(X)-\theta |<\epsilon )=1}
모수 {\displaystyle \theta }의 강한 일치추정량(영어: strongly consistent estimator)은 다음 성질을 만족시키는 추정량들의 열 {\displaystyle \{{\hat {\theta }}_{n}\}}이다.
거의 확실하게, {\displaystyle n\to \infty }이면 {\displaystyle {\hat {\theta }}_{n}\to \theta }
모수 {\displaystyle \theta }의 점근적 정규 추정량(영어: asymptotically normal estimator)은 다음 성질을 만족시키는 추정량들의 열 {\displaystyle \{{\hat {\theta }}_{n}\}}이다. 어떤 {\displaystyle V\in \mathbb {R} ^{+}}에 대하여,
{\displaystyle {\sqrt {n}}({\hat {\theta }}_{n}-\theta ){\xrightarrow {\text{D}}}{\mathcal {N}}(0,V)}
여기서 {\displaystyle {\xrightarrow {\text{D}}}}는 확률변수의 분포수렴이며, {\displaystyle {\mathcal {N}}(0,V)}는 평균이 0이고 분산이 {\displaystyle V}인 정규분포이다.

## 참고 문헌
- Lehmann, E. L.; Casella, G. (1998). 《Theory of Point Estimation》 (영어) 2판. Springer. ISBN 0-387-98502-6.
- Shao, Jun (1998). 《Mathematical Statistics》 (영어). New York: Springer. ISBN 0-387-98674-X.

## 같이 보기
- 최대가능도방법
- 베이즈 추정량
- 크라메르-라오 하한